# Sungai Tarab (plaats)
Sungai Tarab is een bestuurslaag in het regentschap Tanah Datar van de provincie West-Sumatra, Indonesië. Sungai Tarab telt 9149 inwoners (volkstelling 2010).